# Юстинуссен, Адриан
Адриа́н Рю́насон Ю́стинуссен (фар. Adrian Rúnason Justinussen; род. 21 июля 1998 года в Торсхавне, Фарерские острова) — фарерский футболист, нападающий клуба «Хиллерёд».

## Клубная карьера
Адриан — воспитанник клуба «ХБ» из родного Торсхавна. Свою первую игру за «красно-чёрных» он провёл 24 августа 2014 года, выйдя на замену вместо Поуля Ингасона на 76-й минуте встречи фарерской премьер-лиги против «Б68». Это был единственный матч нападающего в его первом сезоне на взрослом уровне. Адриан стал регулярно появляться на поле во второй половине сезона-2015. 9 июля 2015 года нападающий дебютировал в еврокубках, заменив Тайта Якобсена на 67-й минуте матча Лиги Европы против литовского «Тракая». 20 сентября того же года он забил первый мяч в карьере, поразив ворота клуба «ЭБ/Стреймур».
В 2018 году Адриан забил 20 мячей в 26 встречах первенства архипелага, став его лучшим бомбардиром. Своими голами он внёс весомый вклад в чемпионство «ХБ», что не осталось незамеченным фарерской спортивной прессой, присудившей ему звание Футболиста года. В сезоне-2019 нападающий провёл 26 встреч в премьер-лиге и забил в них 16 голов, а также стал обладателем Кубка и Суперкубка архипелага.
В 2020 году Адриан принял участие в 15 играх высшей лиги и отметился в них 12 забитыми мячами, выиграв вторые в карьере чемпионство и национальный кубок. 3 марта он забил гол в матче за Суперкубок с клаксвуйкским «КИ», однако в итоге стал антигероем встречи, не реализовав решающий послематчевый пенальти. В следующем году нападающий всё-таки выиграл свой второй Суперкубок. В чемпионате того сезона Адриан принял участие в 26 встречах и забил в них 10 мячей.

## Международная карьера
В 2014—2015 годах Адриан представлял родной архипелаг на юношеском уровне, суммарно отыграв 11 встреч. В 2017—2020 годах он представлял молодёжную сборную Фарерских отсровов, приняв участие в 5 матчах. В октябре 2019 года нападающий впервые был вызван в национальную сборную Фарерских островов, однако всё ещё не дебютировал в её составе.

## Статистика выступлений
| Выступление      | Выступление      | Выступление      | Лига | Лига | Кубки | Кубки | Еврокубки | Еврокубки | Прочие | Прочие | Итого | Итого |
| Клуб             | Лига             | Сезон            | Игры | Голы | Игры  | Голы  | Игры      | Голы      | Игры   | Голы   | Игры  | Голы  |
| ---------------- | ---------------- | ---------------- | ---- | ---- | ----- | ----- | --------- | --------- | ------ | ------ | ----- | ----- |
| ХБ Торсхавн      | Премьер-лига     | 2014             | 1    | 0    | 0     | 0     | 0         | 0         | 0      | 0      | 1     | 0     |
| ХБ Торсхавн      | Премьер-лига     | 2015             | 16   | 1    | 2     | 0     | 1         | 0         | 0      | 0      | 19    | 1     |
| ХБ Торсхавн      | Премьер-лига     | 2016             | 17   | 1    | 2     | 1     | 2         | 0         | 0      | 0      | 21    | 2     |
| ХБ Торсхавн      | Премьер-лига     | 2017             | 23   | 1    | 2     | 0     | 0         | 0         | 0      | 0      | 25    | 1     |
| ХБ Торсхавн      | Премьер-лига     | 2018             | 26   | 20   | 5     | 4     | 0         | 0         | 0      | 0      | 31    | 24    |
| ХБ Торсхавн      | Премьер-лига     | 2019             | 26   | 16   | 5     | 1     | 1         | 0         | 0      | 0      | 32    | 17    |
| ХБ Торсхавн      | Премьер-лига     | 2020             | 15   | 12   | 3     | 1     | 1         | 0         | 1      | 1      | 20    | 14    |
| ХБ Торсхавн      | Премьер-лига     | 2021             | 26   | 10   | 1     | 0     | 5         | 0         | 1      | 0      | 33    | 10    |
| ХБ Торсхавн      | Итого            | Итого            | 150  | 60   | 20    | 7     | 10        | 0         | 2      | 1      | 182   | 68    |
| Всего за карьеру | Всего за карьеру | Всего за карьеру | 150  | 60   | 20    | 7     | 10        | 0         | 2      | 1      | 182   | 68    |

## Достижения

### Командные
«ХБ Торсхавн»
- Чемпион Фарерских островов (2): 2018, 2020
- Обладатель Кубка Фарерских островов (2): 2019, 2020
- Обладатель Суперкубка Фарерских островов (2): 2019, 2021

### Личные
- Футболист года на Фарерских островах (1): 2018
- Лучший бомбардир чемпионата Фарерских островов (1): 2018 (20 голов)